# Tatiana Kolpakova
Tatiana Aleksandrovna Kolpakova (ryska: Татьяна Алексеевна Колпакова), född den 18 oktober 1959 i Alamudun, Kazakstan, är en sovjetisk friidrottare inom längdhopp.
Hon tog OS-guld i längdhopp vid friidrottstävlingarna 1980 i Moskva. 